# Římskokatolická farnost Podivice
Římskokatolická farnost Podivice je územní společenství římských katolíků s farním kostelem svatého Cyrila a Metoděje v děkanátu Vyškov.

## Historie
Až do roku 1911 patřila obec Podivice matričně i duchovně k farnosti Pustiměř. Se stavbou kostela se začalo 17. října 1910 kdy byl slavnostně položen základní kámen. Po zimě roku 1910 se začalo se stavbou kostelní věže na kterou byly 6. dubna 1911 dovezeny 4 nové zvony. Stavba kostela byla dokončena a zkolaudována 2. srpna 1911. 3. září 1911 byl kostel vysvěcen Dr.Antonínem Cyrilem Stojanem. Samostatná farnost vznikla v roce 1913.

## Duchovní správci
Prvním podivickým farářem byl ustanoven roku 1914 P. Augustin Bajer, který zde jako duchovní správce působil do roku 1926. V červenci 1989 byl ustanoven administrátorem v Pustiměři a excurrendo administrátorem podivickým P. Josef Beníček.

## Bohoslužby
| Kostel                    | Místo    | Bohoslužba (den)                           | Hodina     | Poznámka     |
| ------------------------- | -------- | ------------------------------------------ | ---------- | ------------ |
| svatého Cyrila a Metoděje | Podivice | neděle úterý čtvrtek první sobota v měsíci | 11.00 8.00 | Farní kostel |

## Aktivity ve farnosti
Od roku 1995 vychází společný farní zpravodaj pro farnosti Pustiměř, Drysice a Podivice.